# Ivana Kislinger
Ivana Olga Ana María Francisca Kislinger, conocida como Ivana Kislinger (Buenos Aires, 27 de marzo de 1932 - La Quinta, California, 15 de diciembre de 2005) fue una actriz argentina. Fue Miss Argentina 1954.

## Su relación con el arte
Era hija única y a los dos años fue llevada por su familia a vivir a Europa; más tarde la familia se trasladó a Bolivia debido al trabajo de su padre, ingeniero industrial. En este país comenzó sus estudios y años después los siguió en un colegio estadounidense en Colombia, donde también comenzó sus estudios de ballet.
A los 12 años, la vio bailar el coronel Basil Wassily del Ballet Ruso de Montecarlo y le propuso incorporarla a su compañía y si bien sus padres no lo consintieron continuó estudiando con Roman Jasinsky y Oleg Tupin, los primeros bailarines del Estudio Tupín.
Al año siguiente volvió a Buenos Aires, donde comenzó a exteriorizarse su vocación artística cuando formó parte del grupo dramático del colegio, con el que interpretó papeles en inglés en obras como Macbeth, El despertar de la primavera e Internado de Señoritas.
A comienzos de 1954, una amiga de Ivana envió –al parecer sin su conocimiento- una fotografía suya al primer concurso realizado en el país para elegir a “Miss Argentina”, en el cual fue aceptada. Realizó entonces las demás pruebas y primero fue seleccionada "Miss Buenos Aires" y en junio de 1954, “Miss Argentina”. Tenía 22 años y 1,68 cm de altura y en las pruebas realizadas en Estados Unidos para elegir a “Miss Universo” resultó finalista.
En 1955 debutó en cine en La noche de Venus dirigida por Virgilio Muguerza y al año siguiente actuó en los filmes El tango en París, de Arturo S. Mom y Enigma de mujer, de Enrique Cahen Salaberry. En 1956 participó en televisión del programa musical Ritmos y canciones en primavera. Se radicó entonces en los Estados Unidos e intervino en la película La maja desnuda, rodada en España y protagonizada por Ava Gardner.
Tras su casamiento abandonó definitivamente su prometedora carrera fílmica y se instaló en La Quinta, California, donde falleció de cáncer el 15 de diciembre de 2005.

## Filmografía
- ¿Qué hiciste en la guerra, papi? (1966) .... Muchacha italiana
- La maja desnuda (1958) .... Pepa
- C'è un sentiero nel cielo (1957) .... Manuela Rodríguez
- Enigma de mujer (1956) …Susy
- El tango en París (1956)
- La noche de Venus (1955)

## Televisión
- La novicia voladora .... (1 episodio, 1969)
  - The Kleptomonkeyac (1969) Episodio .... Dolores
- Barco a la vista .... Bianca (1 episodio, 1965)
  - The Bald-Headed Contessa (1965) Episodio .... Bianca